# Division I i bandy för damer 1981/1982
Division I i bandy för damer 1981/1982 var Sveriges högsta division i bandy för damer säsongen 1981/1982. Säsongen avslutades med att IF Boltic blev svenska mästarinnor efter seger med 7-3 mot IK Göta i finalmatchen på Söderstadion i Stockholm den 20 mars 1982.

## Förlopp
Skytteligan vanns av Lena Lundin, IK Göta med 41 fullträffar..

## Fotnoter
1. ↑  Erik Jonsson. ”1980–1989”. Svenska Bandyförbundet. Arkiverad från originalet den 17 mars 2020. https://web.archive.org/web/20200317214724/https://www.svenskbandy.se/BANDYFINALEN/HISTORIK/Svenskamastare/Damer/1980-1989. Läst 25 mars 2020.
2. ↑  Argus,Arne (2005) Bandy-jubel
3. ↑  Erik Jonsson. ”Skyttedrottningar”. Svenska Bandyförbundet. Arkiverad från originalet den 13 januari 2016. https://web.archive.org/web/20160113123336/http://www.svenskbandy.se/SERIERCUPER/ELITSERIENDAM/HISTORIKSTATISTIK/SKYTTEDROTTNINGAR/. Läst 11 oktober 2009.